# عطار (مهنة)
العطارة أو المعشبة هي مهنة تحضير المحاليل وبيع الأعشاب لأغراض مختلفة مثل معالجة المرضى، وهي مهنة سبقت الصيدلة ويربطها البعض بالطب البديل. يسمى الشخص الذي يمارس هذه المهنة بالعطار أو العشاب. [بحاجة لمصدر]

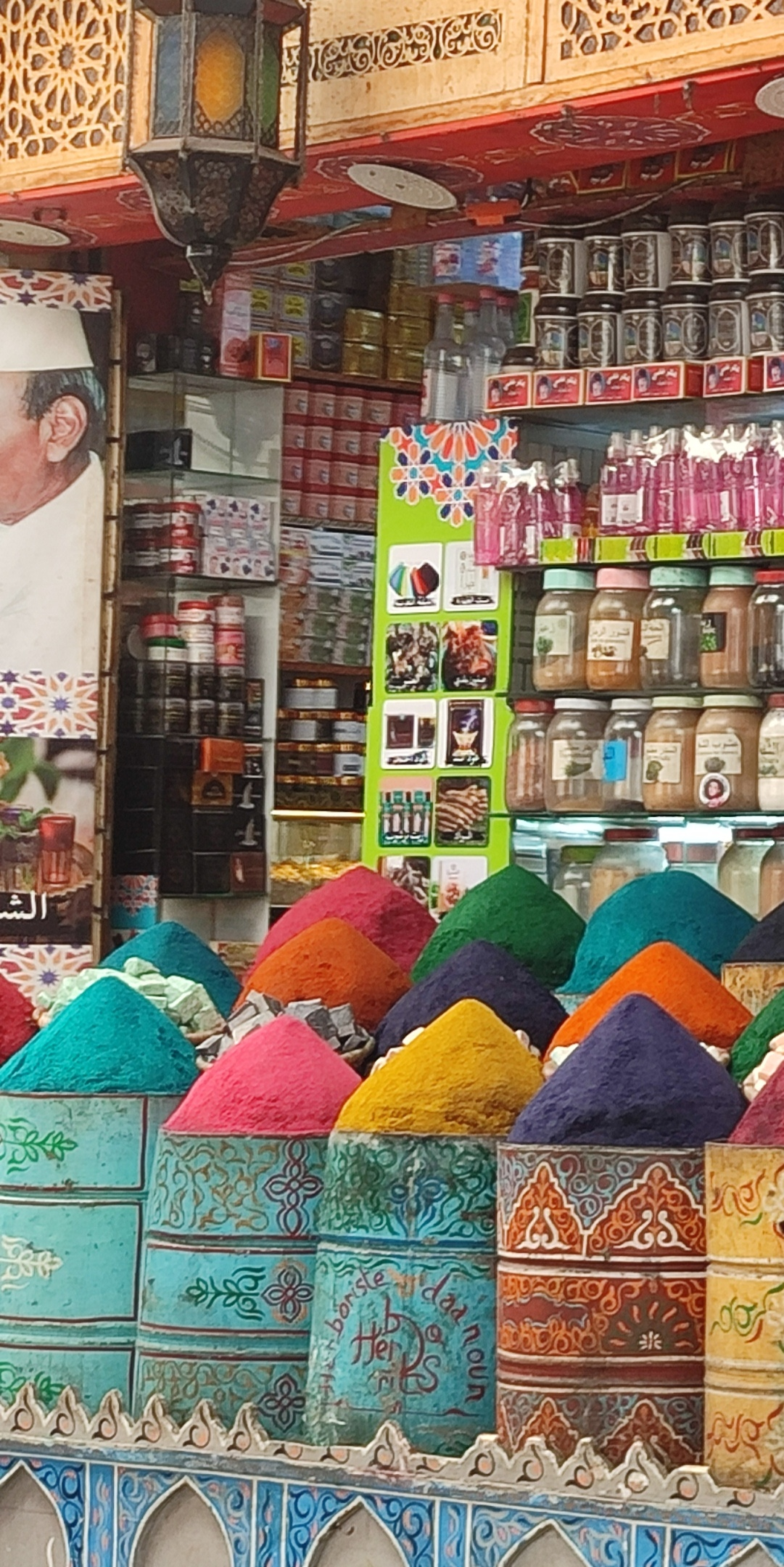
عطار بالمدينة العتيقة للرباط بالمغرب

## تاريخ
ترجع مهنة العطارة لحوالي 2600 سنة قبل الميلاد حيث وجد في لوحين طينيين سومريين نصوص طبية مسمارية ممزوجة بطلاسم دينية تصف أعراضا ووصفات مع كيفية تحضيرها. وكذلك في بردية إبيرس التي كتبت حوالي 1500 سنة قبل الميلاد التي حوت أكثر من 800 وصفة وذكرت ما يزيد عن 700 دواء مختلف. واهتم اليونانيين أيضا بالأمر حيث كتب ديسقوريدوس كتابه أدوات الطب نحو 60 م الذي كان بمثابة قاعدة علمية ونقدية لبائعي الأدوية والأعشاب. طيلة هذه المدة لم يكن الفرق واضحا بين العطارين والمشعوذين إلى غاية بروز الحضارة الإسلامية، حيث ظهرت في بغداد محلات عطارة يقوم عليها صيادلة عرب منذ سنة 750 م ثم في عهد الخلافة العباسية. [بحاجة لمصدر]

## معرض الصور

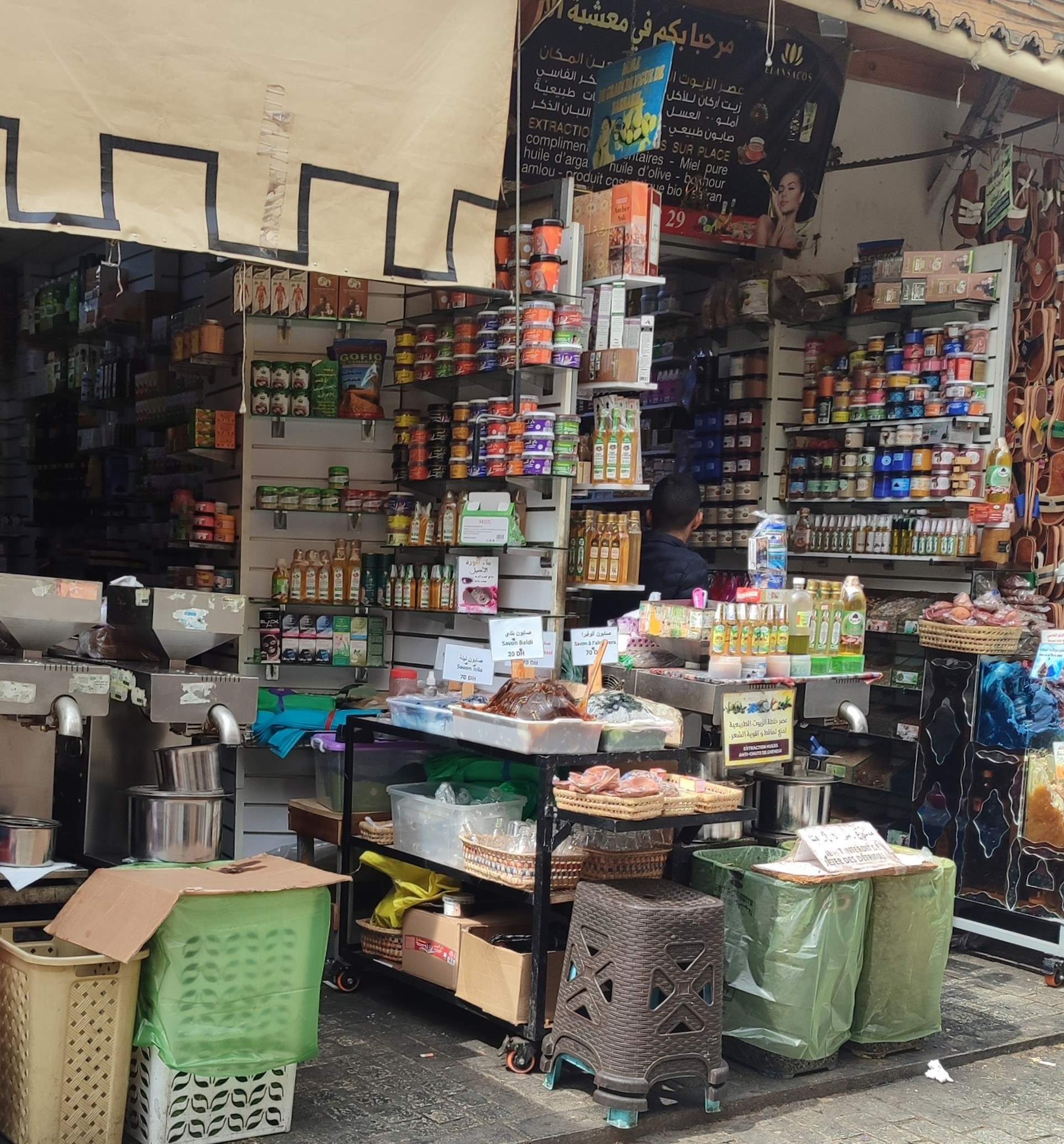
معشبة بمدينة الرباط
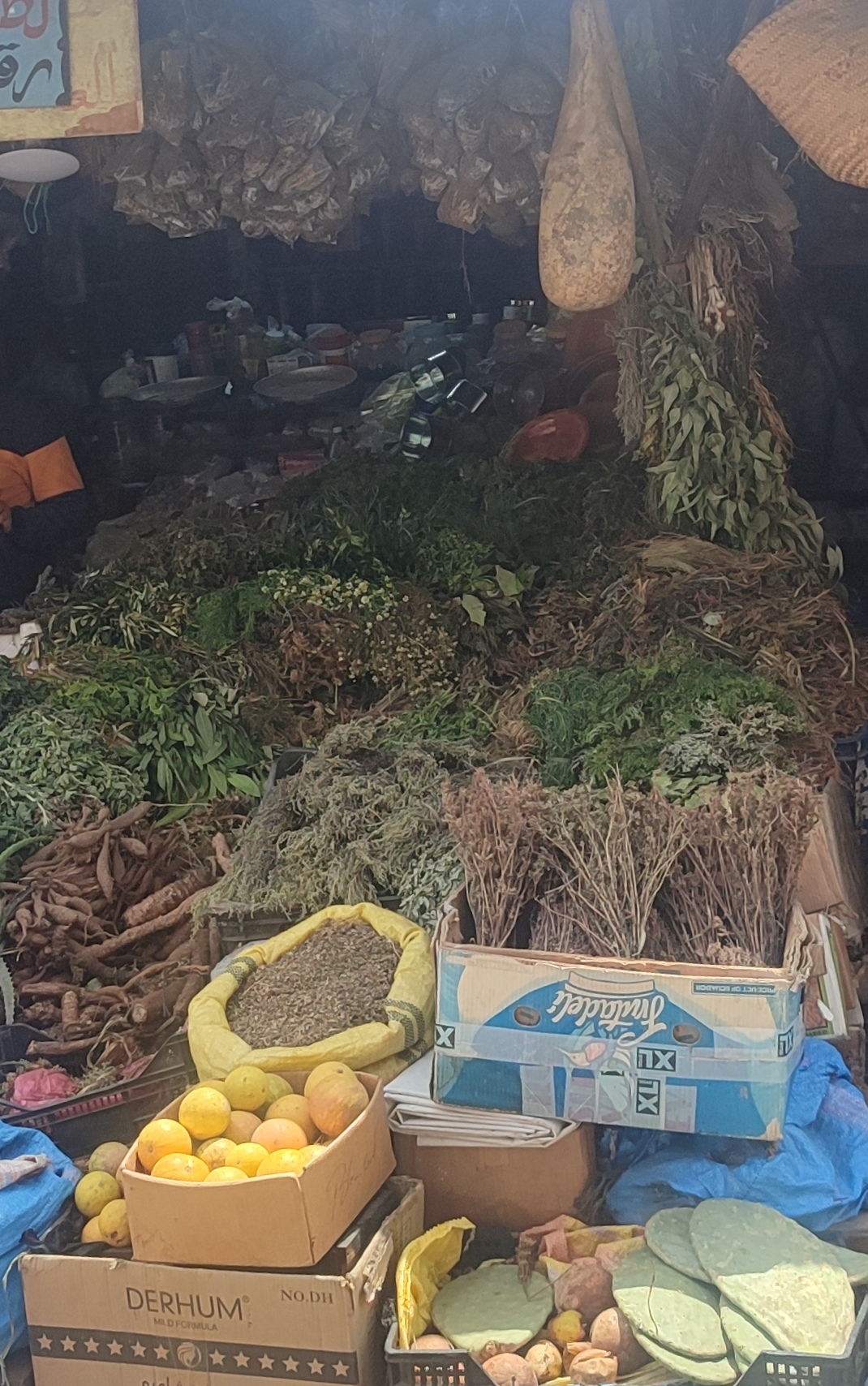
عطار يعرض الأعشاب المجففة بسوق جميعة بالدار البيضاء
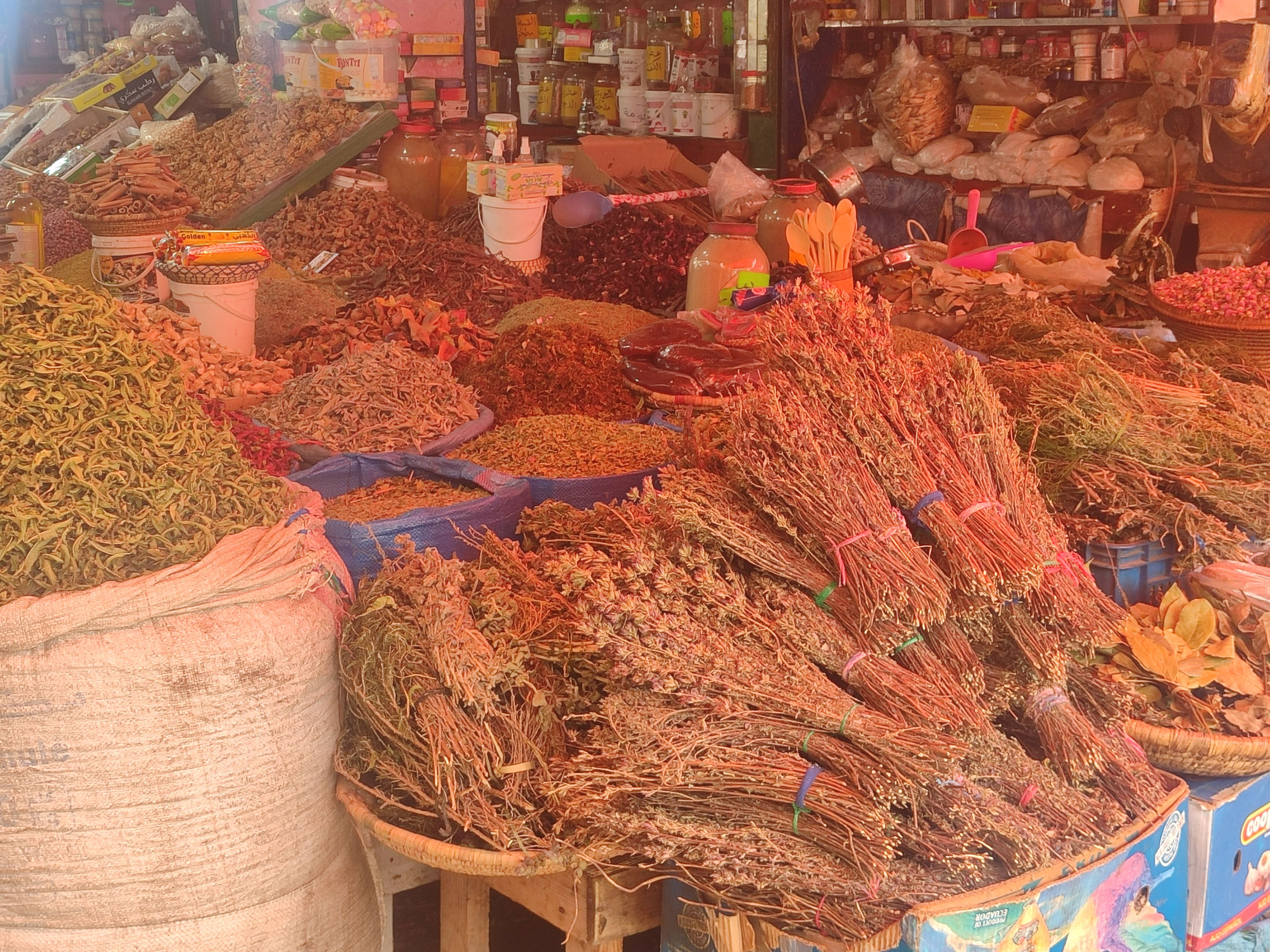
عشاب بسوق جميعة بالدار البيضاء
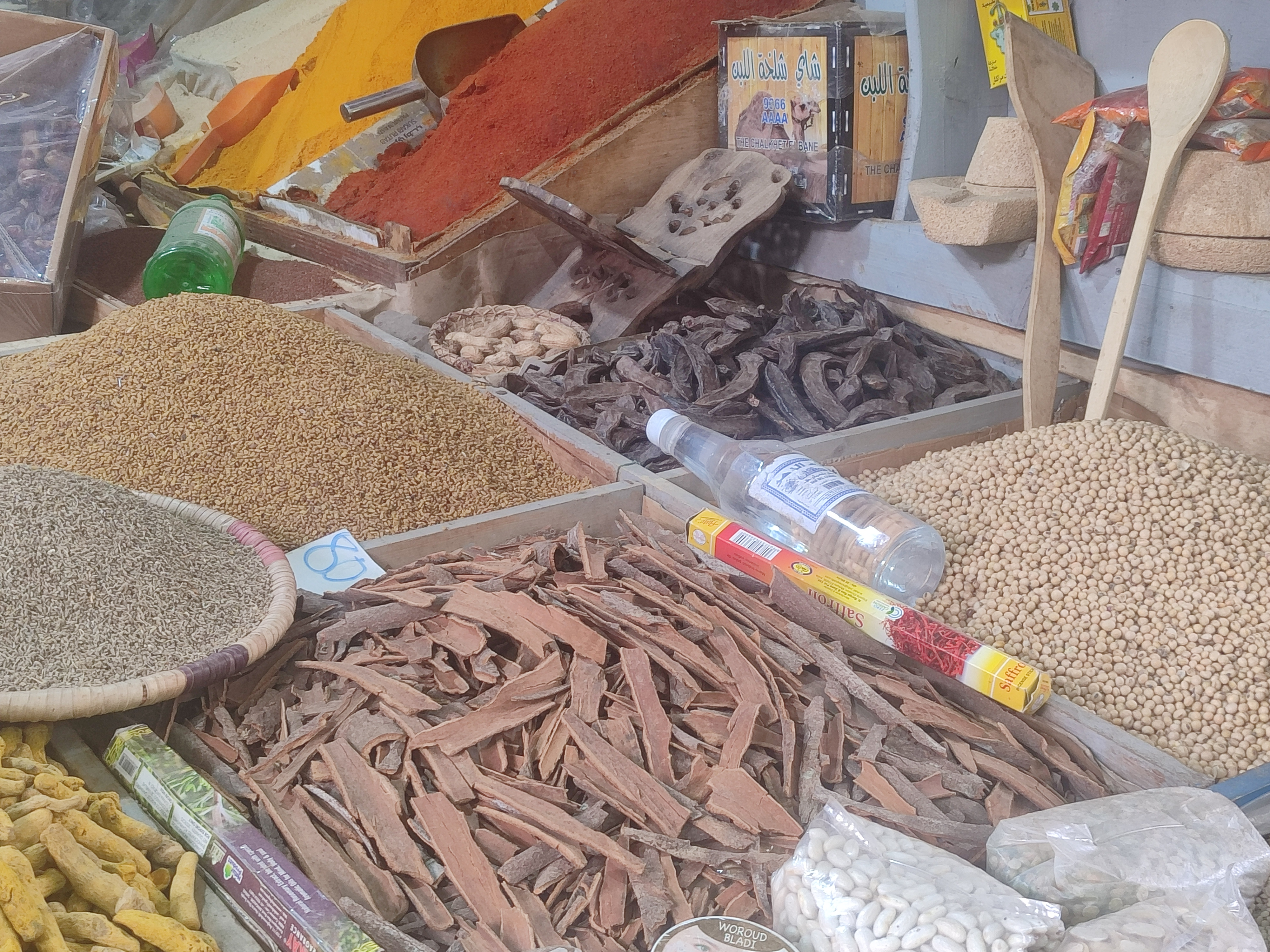
معشبة بسوق جميعة بالدار البيضاء.
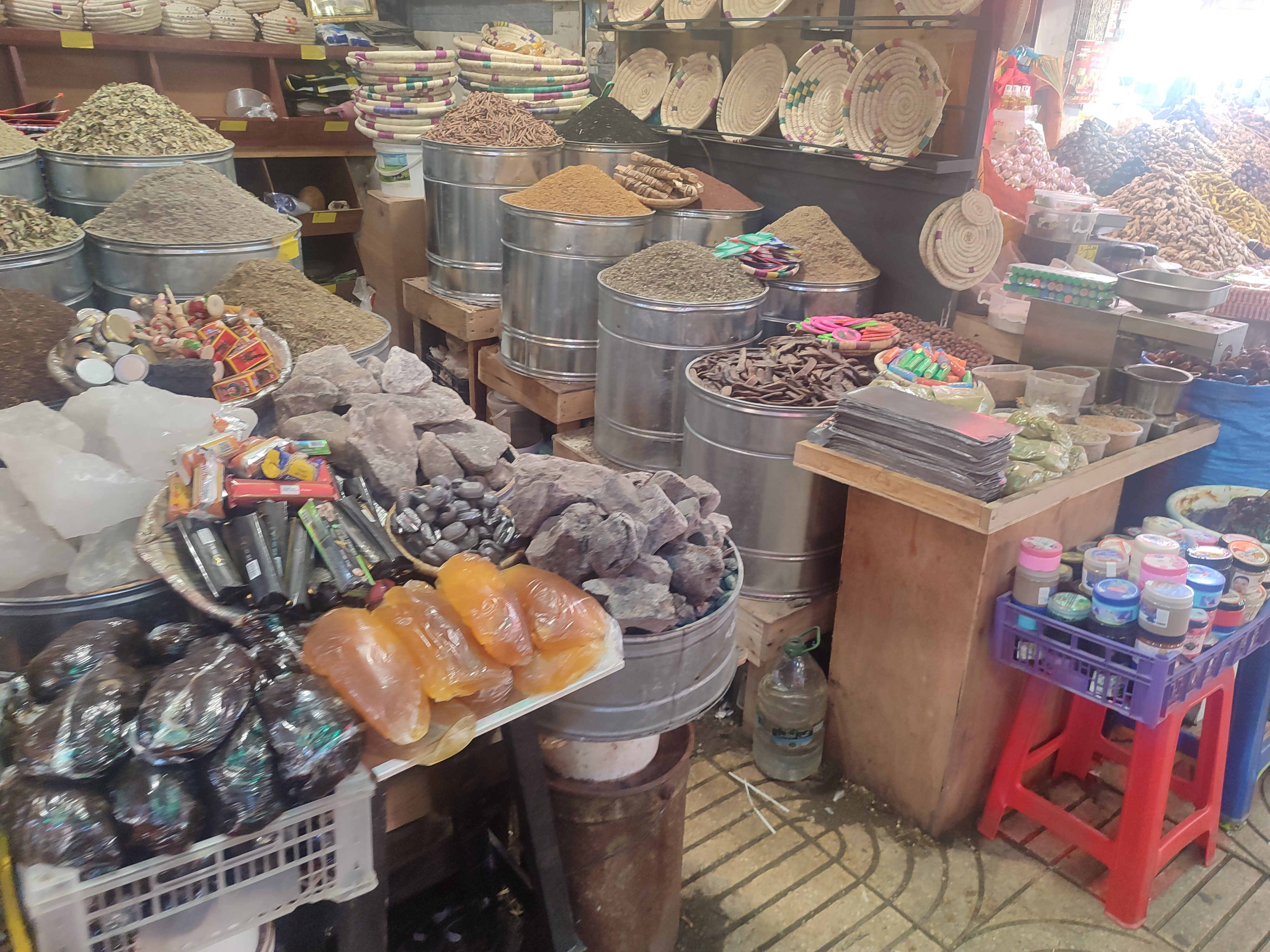
عطار بسوق جميعة بالدار البيضاء
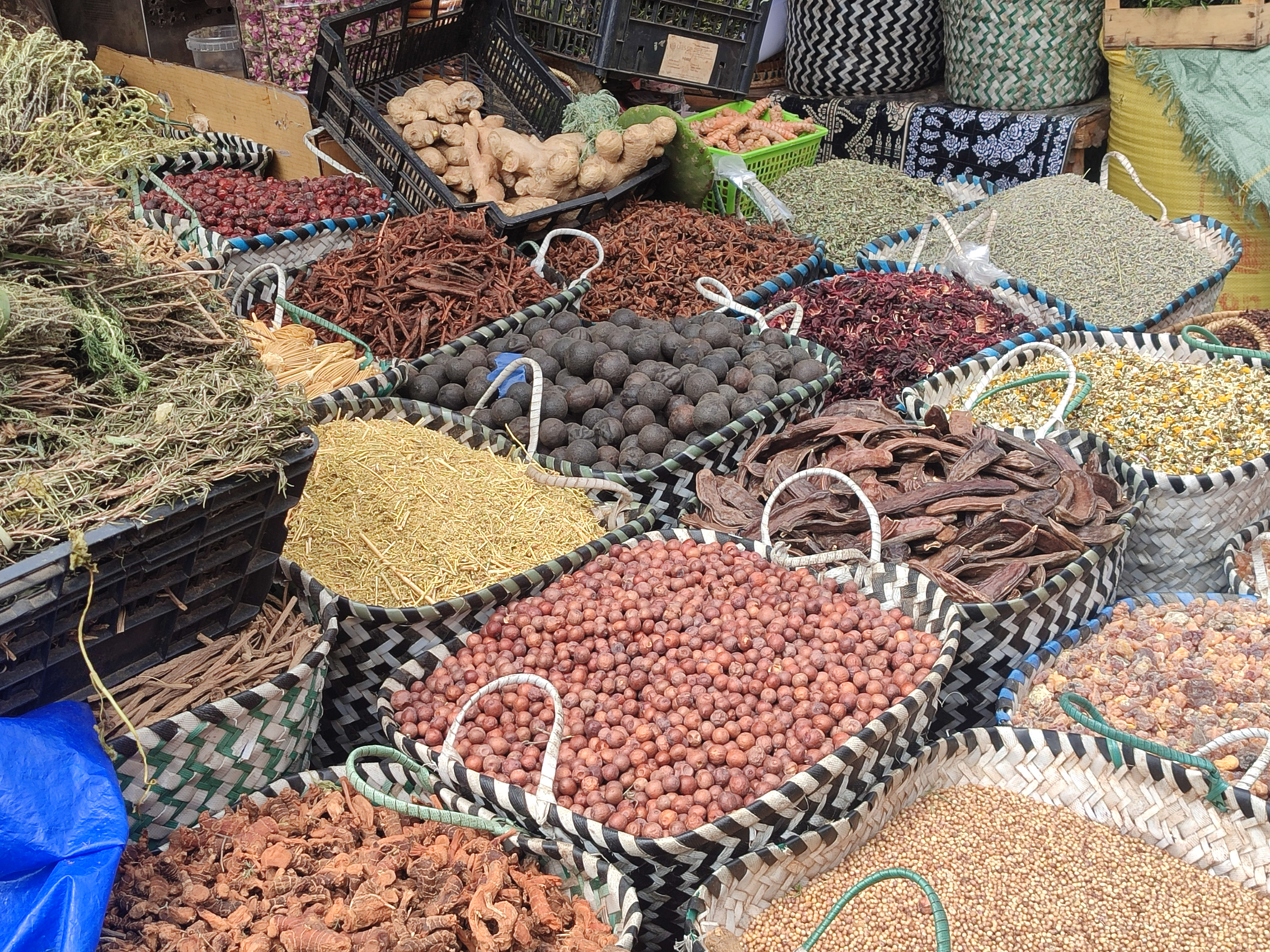
عطار بسوق جميعة بالدار البيضاء
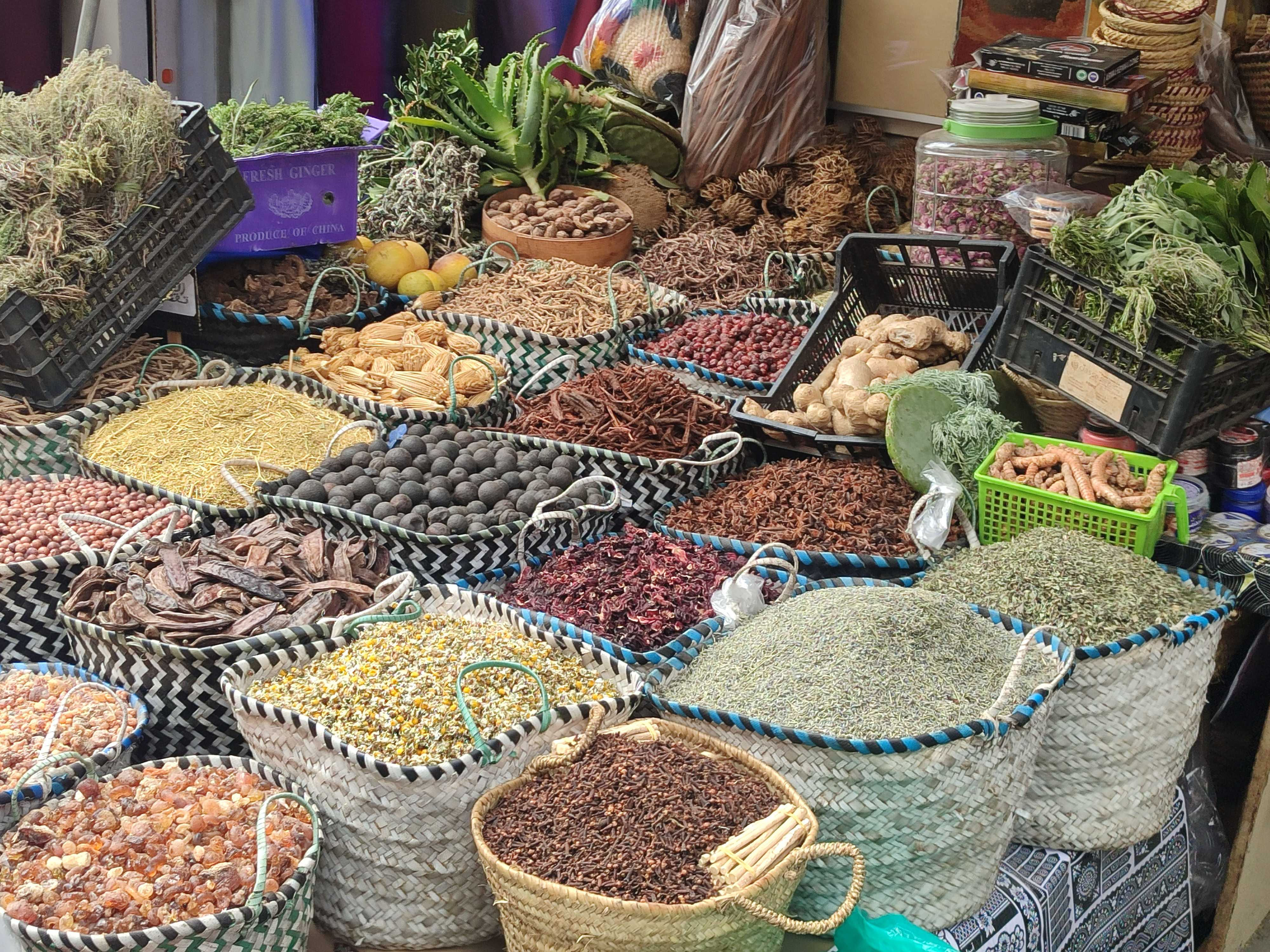
عطار بسوق جميعة بالدار البيضاء
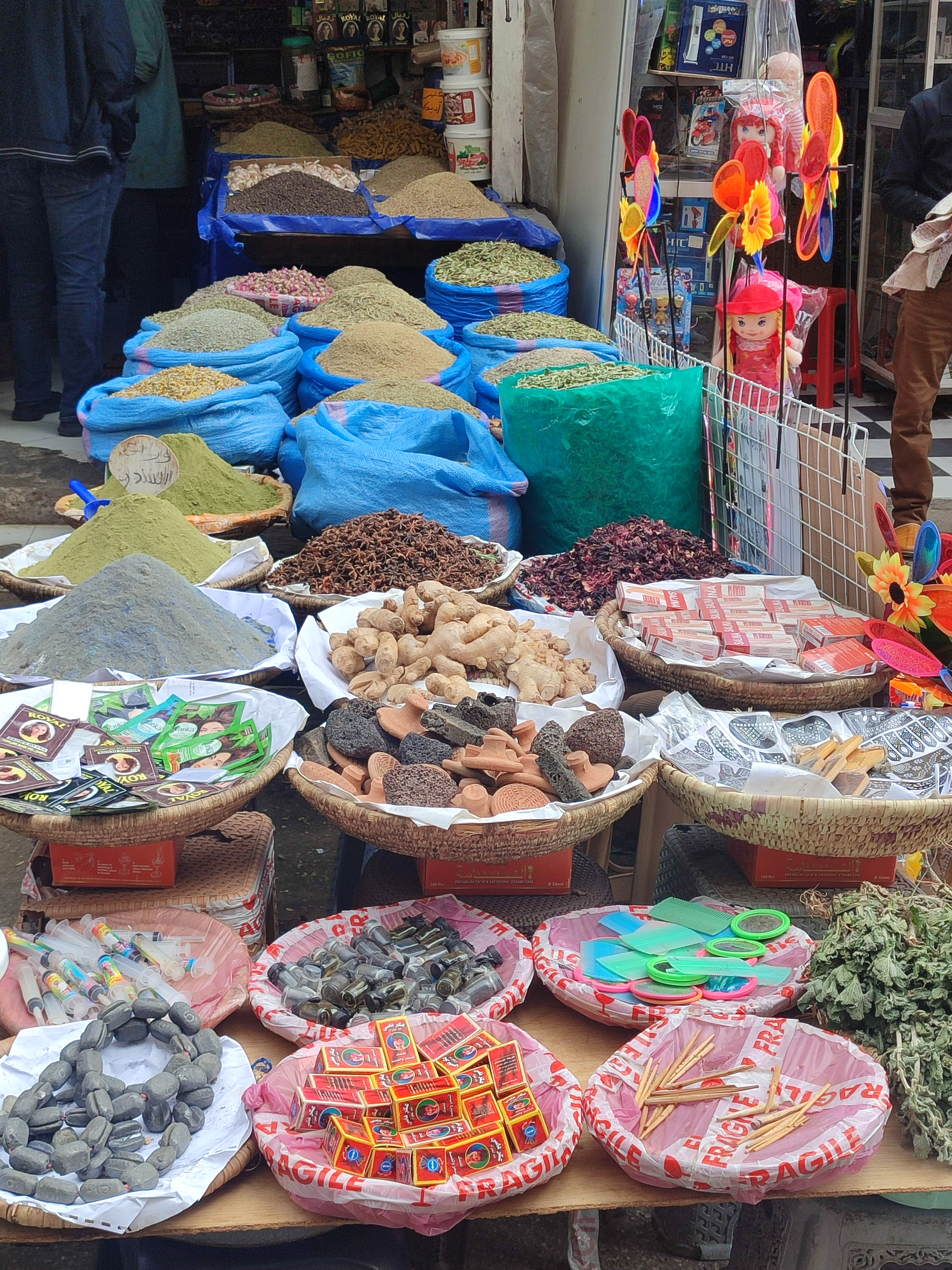
عطار بسوق جميعة بالدار البيضاء